# Tegal Sari (Megang Sakti)
Tegal Sari is een bestuurslaag in het regentschap Musi Rawas van de provincie Zuid-Sumatra, Indonesië. Tegal Sari telt 1354 inwoners (volkstelling 2010).